# Kurt Rosenfeld
Kurt Rosenfeld, né le 1er février 1877 à Marienwerder et mort le 25 septembre 1943 à New York, aux États-Unis, est un homme politique et avocat socialiste allemand.

## Biographie
Il est issu d'une famille juive de la province de Prusse-Occidentale. De 1896 à 1899, il étudie le droit et l'économie aux universités de Fribourg-en-Brisgau (avec, entre autres, Max Weber) et de Berlin. Tout en complétant avec succès ses études par un doctorat en droit, il rejoint le Parti social-démocrate d'Allemagne. En 1905, il s'installe comme avocat à Berlin, où il est conseiller municipal social-démocrate de 1910 à 1920. Dans des procès politiques, il représente Rosa Luxemburg, Kurt Eisner et Georg Ledebour, entre autres. Aux élections législatives allemandes de 1912, il se présente dans la circonscription du Reichstag de la Principauté de Schwarzburg-Sondershausen, mais est battu par Felix Bärwinkel au second tour.
De 1914 à 1918, il prend part à la Première Guerre mondiale. Opposant à la politique de trêve social-démocrate, il est l'un des cofondateurs du parti social-démocrate indépendant d'Allemagne en 1917. Après la Révolution de novembre, il est brièvement ministre prussien de la Justice de novembre 1918 à janvier 1919, puis élu à l'Assemblée constituante prussienne en 1919 et au Reichstag en 1920, où il siège jusqu'en 1932. Il est député de l'Assemblée nationale de Weimar en tant que successeur du député décédé Emanuel Wurm du 3 mai 1920 jusqu'à sa dissolution le 21 Mai 1920.

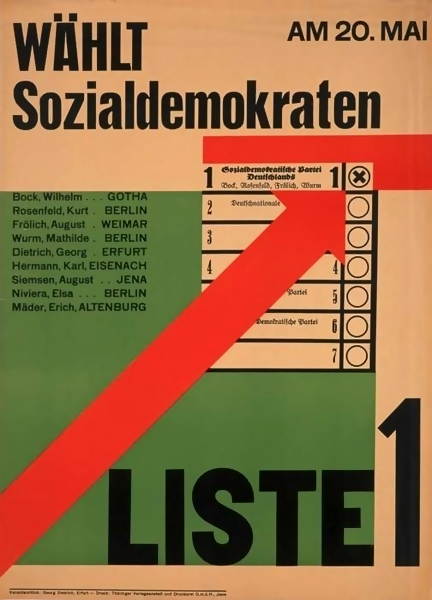
Affiche électorale du SPD, Wilhelm Bock, Kurt Rosenfeld, August Frölich, Mathilde Wurm, Georg Dietrich, Karl Hermann, August Siemsen, Elsa Niviera, Erich Mäder ; élections de mai 1928.

En 1922, avec Theodor Liebknecht et Georg Ledebour, il est l'un des opposants les plus connus à la fusion de l'USPD et du SPD, mais contrairement à Liebknecht et Ledebour, Rosenfeld rejoint la social-démocratie. Avec Paul Levi et Max Seydewitz, Rosenfeld est l'un des principaux représentants de la fraction gauche du SPD, à la fois dans le parti et au Reichstag. À partir de 1927, il collabore à Klassenkampf, la revue théorique de la gauche marxiste du SPD. Rosenfeld défend à cette époque le journaliste Carl von Ossietzky en tant qu'avocat, notamment dans le procès de la Weltbühne en 1931.
En septembre 1931, il est exclu du SPD pour manquement à la discipline de parti, à cause d'un vote au Reichstag. En collaboration avec Seydewitz, il est le fondateur et jusqu'en 1933 coprésident du nouveau parti Parti socialiste ouvrier d'Allemagne. Au printemps 1933, Rosenfeld quitte le SAPD et appelle ses adhérents à rejoindre le Parti communiste d'Allemagne. La même année, il fonde l'agence de presse antifasciste Agence Impress à Paris. Après l'incendie du Reichstag, il émigre d'abord en France, puis aux États-Unis, où il publie le magazine d'exil The German-American avec Gerhart Eisler, devient président de la Conférence germano-américaine d'urgence et s'efforce de promouvoir l'union de tous les opposants allemands et germanophones d'Hitler sur le continent américain. À partir de 1943, il est membre du conseil d'honneur du Comité latino-américain des Allemands libres. En même temps, il continue à travailler comme avocat, jusqu'à sa mort fin 1943.
Le 29 mars 1934, le Deutscher Reichsanzeiger publie son nom dans la deuxième liste d'expatriation du Reich allemand, qui fait suite à la loi sur la révocation de la naturalisation et la révocation de la citoyenneté allemande.